# South Bethany
South Bethany est une ville américaine située dans le comté de Sussex, dans l'État du Delaware.

## Démographie
| 1970 | 1980 | 1990 | 2000 | 2010 | - |
| ---- | ---- | ---- | ---- | ---- | - |
| 24   | 115  | 148  | 492  | 449  | - |

Selon le recensement de 2010, South Bethany compte 449 habitants. La municipalité s'étend sur 0,53 milles carrés (1,37 km2), dont 0,51 milles carrés (1,32 km2) de terres.